# Fraktur (typografi)
 Denne artikel omhandler en skrifttype. Opslagsordet har også en anden betydning, se fraktur (anatomi).
Fraktur er den trykte renæssances skrift.
Den fremkom første gang som trykskrift i 1512 og blev benyttet uforandret til tiden efter rokokoen.
Karakteristisk for frakturen er dens påfaldende „elefantsnabelsving“, dens smalle form samt dens halvt runde, halvt brudte virkning.
Mange forveksler fraktur med den tidligere gotiske skrift, pga. den krøllede karakter. Efter og samtidig med frakturen, benyttedes antikvaen som trykskrift.
I Danmark konkurrerede fraktur og antikva i hele 1800-tallet – men mod 1900-tallet havde antikvaen overtaget i dansk bogproduktion. R. Paulli har i sit værk om antikva-skriften lavet en statistik for antikva- og frakturudgivelser i perioden. I 1843 er 5% udgivet litteratur i Danmark trykt med antikva, i 1883 er den 63%, mens den i 1902 beløber sig til 95%. Som et kuriosum kan nævnes at Gyldendal i 1955 udgav en bog trykt med fraktur, endda en Latinsk-Dansk ordbog hvor antikva ellers måtte forekomme oplagt. I Tyskland holdt frakturen sig til 1941, hvor den efter officielt dekret blev forbudt. Frakturen var ellers i det meste af den nazistiske periode i Tyskland fremhævet som en ægte ur-tysk skriftform, men fra 1941 blev den forbudt med den begrundelse, at den var af jødisk oprindelse. Angiveligt var årsagen, at frakturskriften besværliggjorde administrationen af de erobrede områder..
Frakturtryk kan på grund af sine bogstavformer give anledning til læsefejl og trykfejl. (F.eks. er det uklart om den stakkels Elisa i H.C. Andersens eventyr De vilde Svaner ude i skoven ernærer sig ved "et Bundt velsmagende Rødder" eller "Nødder", da R og N let forveksles. ).
Frakturen har indtil den nyeste tid bevaret både det lange og det korte 's' (som antikvaen også oprindeligt havde). Se illustrationen nedenfor.